# José Julia
José Cayetano Julia Cegarra (1 juli 1979, Cieza), veelal Cayetano Julia genoemd, is een Spaans voormalig beroepswielrenner die reed bij de Spaanse topploegen Kelme en Caisse d'Epargne.

## Belangrijkste overwinningen
2004
- 3e etappe Ronde van Portugal
- 16e etappe Vuelta a España

## Resultaten in voornaamste wedstrijden
| Jaar | Ronde van Italië | Ronde van Frankrijk | Ronde van Spanje |
| ---- | ---------------- | ------------------- | ---------------- |
| 1987 | 105e             |                     |                  |
| 1988 |                  |                     | 58e              |
| 2002 | 88e              |                     |                  |
| 2004 |                  |                     | 100e (1)         |
| 2006 | 118e             |                     |                  |

(*) tussen haakjes aantal individuele etappe-overwinningen